# Композитные опоры ВЛ
Композитные опоры воздушных линий электропередач — строительные конструкции, выполненные из армированных полимерных композиционных материалов, предназначенные для удержания проводов и грозозащитных тросов на заданном расстоянии от земли и друг от друга. Сравнительно новый тип строительных конструкций, начавший получать распространение при сооружении линий электропередач в США и Канаде в 2000-х — 2010-х года. В России в опытной эксплуатации с 2009 года.

## История возникновения
С развитием полимерных композиционных материалов началось их применение в строительстве и электроэнергетике. В частности стеклопластик оказался весьма удачным диэлектрическим материалом. Обладая высоким удельным электрическим сопротивлением (близким к аналогичному показателю стекла), низким тангенсом угла диэлектрических потерь и при этом высокой механической прочностью (на уровне металлов) он получил широкое применение в несущих изолирующих элементах, в том числе опорных изоляторах, корпусах высоковольтных выключателей и другой электротехнической арматуре. Важной особенностью стеклопластика, по сравнению с монолитным стеклом и керамическими изоляционными материалами является его эластичность и низкая хрупкость. За счёт этого полимерные изоляторы с несущим каркасом из стеклопластика оказались способными выдерживать аварийные (в том числе) ударные механические нагрузки, при которых фарфоровые и стеклянные изоляторы разрушаются. Композитные изоляторы при этом лишь деформируются, но сохраняют свою целостность и работоспособность.
Учитывая полученный опыт эксплуатации полимерных изоляторов и стеклопластиковых несущих конструкций в строительстве в разных странах мира начались эксперименты по созданию композитных, прежде всего стеклопластиковых опор. Пионерами практического применения таких опор стали электрические сети США и Канады. Это связано со сложными климатическими условиями данных стран: частые ураганные ветры, сильный гололёд. В таких условиях значительно большая эластичность стеклопластика по сравнению с железобетоном позволяет опорам выдерживать временные перегрузки без повреждений и необратимых деформаций.

## Особенности композитных опор
По физико-механическим и электрическим свойствам композитные опоры существенно отличаются от железобетонных и стальных. Это обуславливает существенные отличия конструкции ЛЭП на композитных опорах. По утверждениям ряда специалистов, широкое внедрение композитных опор приведёт к необходимости изменения требований к линиям электропередач и их типовых конструкций.

### Физико-механические особенности
Стеклопластик (базальтопластик) характеризуются высоким отношением предела прочности к модулю упругости (ν=σ/E). Для стеклопластиковых оболочек, получаемых методами перекрёстно-спиральной намотки это отношение составляет порядка 10-12 МПа/ГПа. Для конструкционных сталей, применяемых в производстве многогранных опор это отношение составляет порядка 4,5 МПа/ГПа, для железобетона — порядка 3 МПа/ГПа. Данное отношение определяет предельное значение прогиба опоры без разрушения или остаточных деформаций. По этой причине опоры, выполненные из композиционных материалов допускают значительно большие прогибы под воздействием несимметричных нагрузок, нежели стали и железобетон. Именно это свойство композиционных материалов делает их целесообразными для изготовления опор ЛЭП, работающих в сложных климатических условиях.
Однако модуль упругости стеклопластика (порядка 30-50 ГПа) существенно ниже, чем у стали (200 ГПа). Поэтому композитные опоры ЛЭП имеют при нормальных нагрузках большие прогибы чем стальные с сопоставимой толщиной стенки. Поэтому проектирование ЛЭП на композитных опорах необходимо осуществлять с учётом их гибкости. Согласно ПУЭ габариты ЛЭП с гибкими опорами рассчитываются для случае максимально отклонённых опор. Поэтому при заданном классе напряжения габариты ЛЭП на композитных опорах оказываются больше чем на стальных (железобетонных). Необходимо также учитывать влияние колебаний проводов и предпринимать меры для предотвращения низкочастотных резонансов.
Плотность стеклопластика в 3,5 — 4 раза меньше плотности стали. Следовательно композитные опоры имеют существенно меньшую по сравнению со стальными аналогами массу. Это свойство особенно важно при сооружении ЛЭП в труднодоступных районах (гористая местность, болота, тайга). Так промежуточные опоры ЛЭП класса напряжений 10/20 кВ имеют массу порядка 150—250 кг (а изогридные — менее 100 кг), что позволяет вести транспортировку и монтаж таких опор вообще без применения техники. Композитные опоры на высшие классы напряжений обычно выполняются сборно-модульными. При этом масса каждого модуля позволяет его транспортировать силами 3-4 человек или с применением ручных тележек.

### Электрические особенности
Опоры традиционных конструкций (кроме деревянных) являются проводниками. Это определяет ряд особенностей, связанных с координацией изоляции ЛЭП и распределением её ёмкости и индуктивности. Траверса и грозозащитные тросы (при их наличии) подлежат обязательному заземлению, а к заземлителю предъявляются высокие требования. Опоры, выполненные из стеклопластика, базальтопластика или органопластика являются диэлектриками с высоким показателем электрической прочности. Таким образом сама опора становится изолятором на пути протекания тока «провод-земля». Но, в отличие от деревянных опор у композитных диэлектрические свойства не зависят от погодных условий. Это существенным образом упрощает схему изоляции ЛЭП, а в случае низких классов напряжения (до 10 кВ) представляется возможность вообще отказаться от применения изоляторов. ЛЭП на композитных опорах имеет существенно меньшую ёмкость «провод-земля» и «провод-провод», чем ЛЭП на токопроводящих опорах. Также отпадает необходимость в заземлении траверсы опоры. Поскольку для ЛЭП на композитных опорах сближение проводов с траверсой и стойкой не опасны, представляется возможность уменьшить габариты линии. Это обстоятельство может полностью скомпенсировать увеличение габаритов, вызванное гибкостью опор. 
Высокие диэлектрические свойства композитных опор существенно улучшают грозоупорность ЛЭП. Это позволяет упростить заземляющие устройства, а в ряде случаев вообще отказаться от них и от грозозащитных тросов. Отсутствие заземлителя существенным образом уменьшает действие блуждающих токов на здания, сооружения, природные объекты. Важно и то, что в случае пробоя или разрушения изолятора или падения провода на траверсу не возникает короткого замыкания на землю и не происходит отключение линии. В целом, по результатам ряда исследований, проведённых в США, России и Китае ожидается, что ЛЭП на композитных опорах будет иметь значительно меньшее количество отключений чем на традиционных. Кроме того, вредное и опасное воздействие ЛЭП на наземные объекты будет сведено к минимуму.
Тем не менее высокое сопротивление композитных опор обуславливает и некоторые проблемы, в частности склонность к накоплению статического заряда, а также большие значения импульсных перенапряжений в случае прямого попадания молнии в ЛЭП (хотя вероятность такого события существенно снижена). Затрудняется также дистанционная диагностика состояния изоляции ЛЭП по показателю реактивного сопротивления.

### Устойчивость в окружающей среде
Полимерные композиционные материалы обладают высокой коррозионной стойкостью в кислых и щелочных средах и не подвержены электрокоррозии. В этом их основное преимущество перед металлом и железобетоном. Композитные материалы обладают меньшей гигроскопичностью чем бетон и не повреждаются замерзающей в порах водой. В то же время полимерные композиционные материалы быстро стареют под действием излучения Солнца. Одна из важнейших задач, связанная с массовым внедрением композитных опор - решение вопроса стабилизации полимерного связующего к действию солнечного излучения.

## Композитные опоры в России и СНГ
По состоянию на 2015 год в России активно ведутся НИОКР по композитным опорам ЛЭП и опорам освещения. Этой темой занимаются как государственные учреждения, в частности МГТУ имени Баумана и СПбГПУ, так и коммерческие организации, в частности Нанотехнологический Центр Композитов (ООО «НЦК»), «Феникс-88», НПП «Алтик». Решаются вопросы адаптации композитных стоек RStandart (Канада) для использования в составе опор на российских ЛЭП. Заказчиком работ по опорам ВЛ 220 кВ выступило ОАО «Федеральная сетевая компания»; по опорам ВЛ 110 кВ — ОАО «Тюменьэнерго» (с проведением опытно-промышленной эксплуатации до 2015 года) — https://web.archive.org/web/20160828004529/http://www.xn-----glcfccctdci4bhow0as6psb.xn--p1ai/articles/vysokovoltnye-linii-elektroperedachi/opyt-razrabotki-izgotovleniya-i-ispytaniy-promezhutochnykh-opor-iz-kompozitsionnykh-materialov-dlya-.%7B%7B%D0%9D%D0%B5%D1%82 АИ|22|12|2013}}
В 2014 году инициированы разработки опор ВЛ 10-35 кВ для распределительного сетевого комплекса.
В целях изучения работы композитных опор в составе действующих ЛЭП, особенностей их монтажа и эксплуатации в различных климатических зонах России были смонтированы опытные участки линий на композитных опорах, в частности в Якутии, Тюменской области, Краснодарском крае, Архангельской области, Приморском крае., Татарстане, Иркутской области
ООО «НЦК» совместно с Филиалом АО «ДРСК» «Амурские электрические сети» (входит в состав ПАО «РАО ЭС Востока») реализовали пилотный проект по установке опор воздушных линий электропередачи из композитных материалов. В июле 2016 года в селе Волково Благовещенского района Амурской области были установлены двадцать композитных опор, разработанных ООО «НЦК», на классы напряжений 0,4 кВ и 6-10 кВ. В августе 2017 года  композитные опоры, произведенные ООО ООО «НЦК», были использованы при реконструкции ВЛ-6кВ 3л-Юс-6, г. Южно-Сахалинск для замены деревянных опор.

## Галерея изображений
- Композитные опоры установлены взамен изношенных и морально устаревших деревянных
- Композитные опоры
- Композитные опоры в упакованном виде
- Монтаж композитной опоры

### Композитные опоры и ПУЭ
В России конструкция ЛЭП выполняется в соответствии с Правилами устройства электроустановок. Данные правила разрабатывались достаточно давно, поэтому они фактически учитывают сложившуюся практику применения опор из традиционных материалов (железобетон, металл), то есть жёстких и токопроводящих. Соответственно, все требования, предъявляемые ПУЭ относятся именно к этому типу опор. Хотя, применение гибких диэлектрических композитных опор и не запрещено ПУЭ, специальные указания и рекомендации по их применению полностью отсутствуют. В частности, нет указаний по особенностям изоляции и заземления ЛЭП на композитных опорах. Данная неопределённость на существующем этапе приводит к необходимости построения ЛЭП на композитных опорах по нормативам для ЛЭП на железобетонных и стальных опорах, что не позволяет в полной мере реализовать потенциал композитных опор.